# 黑客

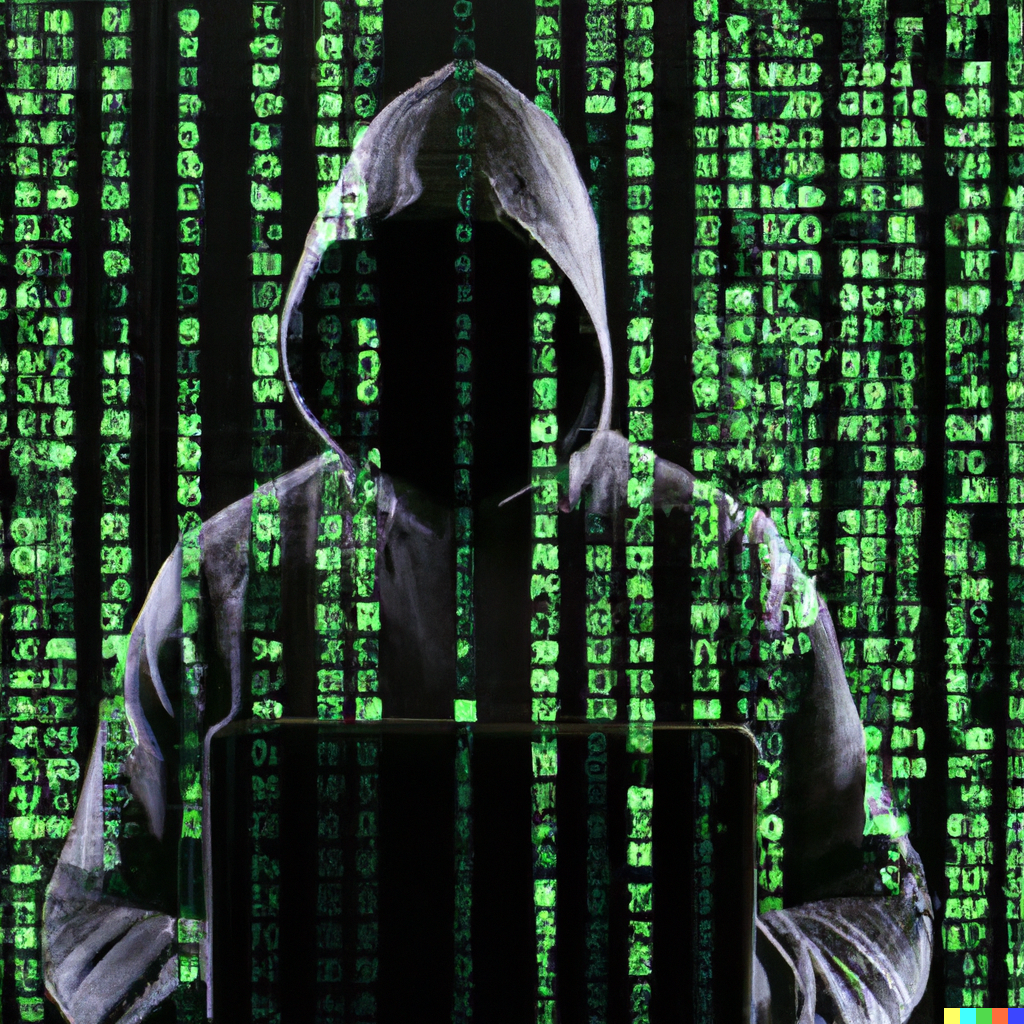
流行文化中对黑客的陈词滥调描绘是一个戴着连帽衫的阴影人物，坐在笔记本电脑前，背景是一片飘落的绿色计算机代码。

黑客是指对设计、編程和计算机科学方面具高度理解的人，此群體包含了下列人物：
- “黑客”一词最早是用来称呼研究如何盗用电话系统的人，這一類人士也被稱作「飛客」（Phreaker）；[3]
- 在计算机軟體方面，“黑客”是對於计算机及计算机網路內部系統運作特別感興趣並且有深入理解能力的一群人；[4]
- 在业余计算机DIY方面，“黑客”是指研究如何修改计算机相關产品的业余爱好者。從1970年代起，有很多這一類社群聚焦於硬體研究；
- 在信息安全裡，“黑客”指研究如何智取计算机安全系统的人员。他們利用公共通讯网路，如电话系统和互联网，以非正規手段登入对方系统，掌握操控系統之權力。

## 詞義與分類

### 駭客詞義

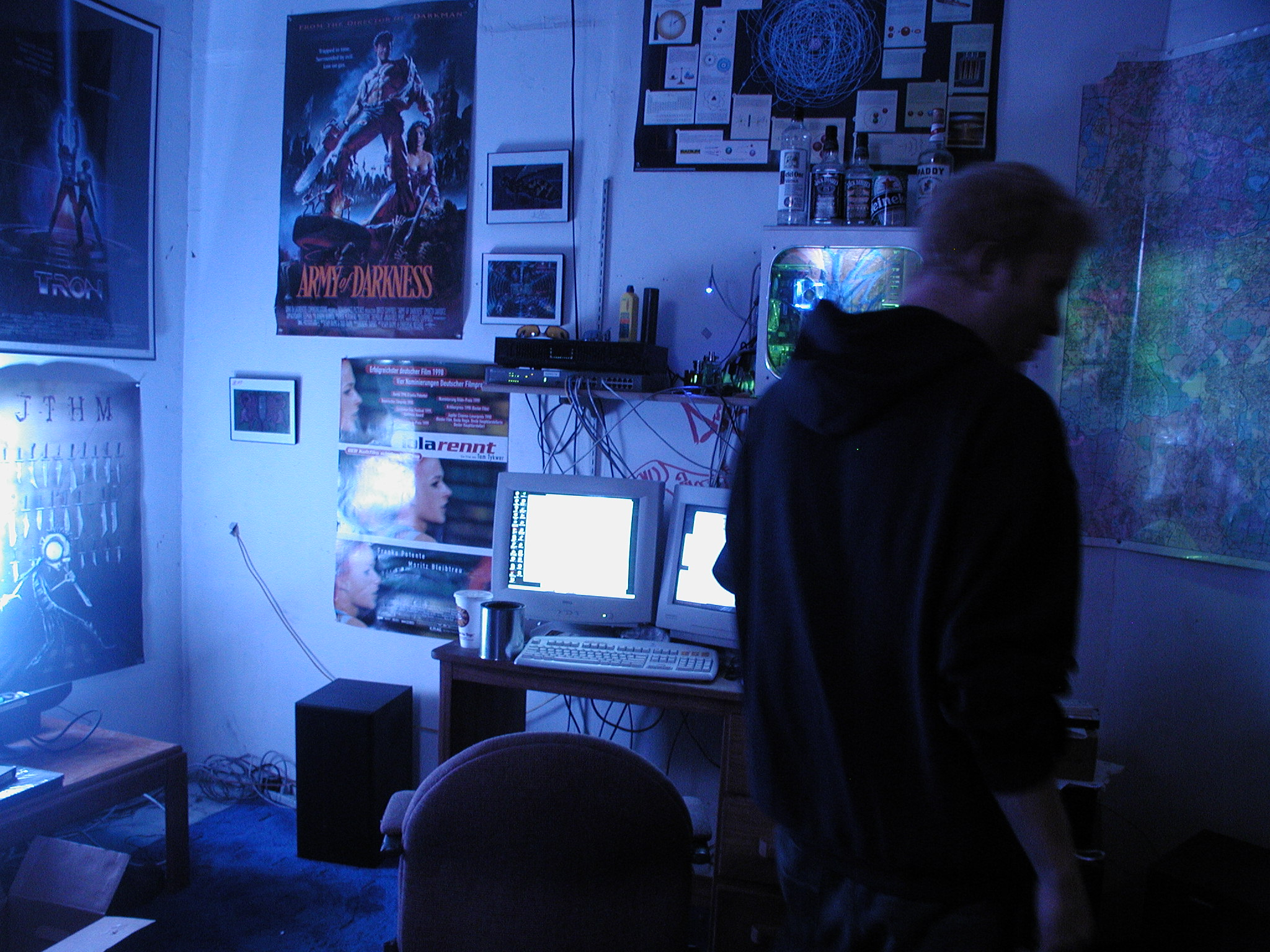
“黑客”时常被人们误解，並给人神秘的感觉。

黑客（Hacker）当中的中文音译「黑」字总使人对黑客有所误解，真实的黑客主要是指技術高超的程序员，而「溃客」（Cracker）才是專指對计算机系統及網路進行惡意破壞的人。除了精通編程與作業系統運作的人可以被視作黑客，对硬件设备進行创新的工程师通常也被认为是黑客，另外現在精通網絡入侵的人也被看作是黑客。然而在媒體的推波助瀾下，「黑客」這一詞早已被污名化，由於影視作品、媒体報導通常描述他们进行违法行为，使主流社会一般把黑客看作为「计算机犯罪分子」（Cybercriminal）。
尽管在流行文化中，黑客这个词已经与计算机犯罪分子联結在一起，即指利用系統漏洞的技术知识来執行侵入并访问原本无法获得之数据的人，但黑客技术也可以被合法人物在合法情况下使用。例如，执法机构有时会使用黑客技术来收集有关罪犯和其他恶意行为者的证据，这可能包括使用匿名工具（如VPN或暗网）来掩盖執法者他们在网上的身份，即自称为犯罪分子本身。同样，秘密世界机构可以在合法行为中采用黑客技术。另一方面，执法机构和安全机构（通常被允许进行无需许可的活动的机构）以及国家行为者也通过额外和非法的手段使用黑客技术进行网络攻击，并将其作为合法或非法战争的武器。

### 駭客分類
|      |      |        |          | White Hat (Ethical Hacker) | Grey Hat               | Black Hat (Cracker)      | Script Kiddie            |
| ---- | ---- | ------ | -------- | -------------------------- | ---------------------- | ------------------------ | ------------------------ |
| 中文 | 中国 | 新加坡 | 马来西亚 | 白帽黑客（道德黑客）       | 灰帽黑客（道德模糊）   | 黑帽黑客（溃客）         | 脚本小子                 |
| 中文 | 台灣 | 台灣   | 台灣     | 白帽駭客（道德駭客）       | 灰帽駭客（道德模糊）   | 黑帽駭客（劊客）         | 脚本小子                 |
| 技術 | 技術 | 技術   | 技術     | 有                         | 有                     | 有                       | 無                       |
| 目的 | 目的 | 目的   | 目的     | 改善                       | 昭告                   | 利慾                     | 利慾                     |
| 屬性 | 屬性 | 屬性   | 屬性     | 狹義上的黑客（建設者）     | 狹義上的黑客（建設者） | 计算机犯罪分子（破壞者） | 计算机犯罪分子（破壞者） |

「Hacker」（黑客）一般是指：

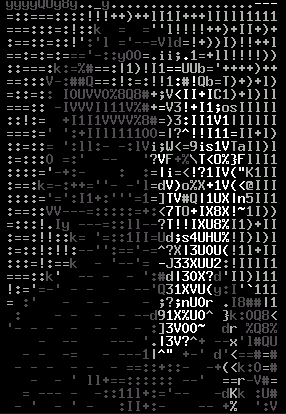
灰帽黑客是黑客的一種，指介于白帽黑客与专搞破坏的黑帽黑客之间的一类人士。比起網路破坏活动，他们更喜欢选择炫耀技术，如在被入侵的网页上留下“The xxx.com hack. by xxx。”这样的一段话。阿德里安·拉莫就属于“灰帽黑客”之一，當時年仅25岁的他（1981年出生）多次成功入侵微软、雅虎以及纽约时报等世界知名网站服务器并篡改了其首页，人送称号为“网站入侵专家”。图为阿德里安·拉莫照片的ASCII艺术。

- 一个对（某领域内的）编程语言有足够了解，可以不需长久思考便创造出有用软件的人；
- 喜爱编程并享受身在其中，而变得愈加擅长於编程的人；
- 他們喜愛自由、不易受約束，但假如是為了喜愛的事物，則可以接受被適當地約束。

这一群人试图破解某个程序、系统或网络，依目的大致可分為3個類型：白帽黑客（White Hat）、灰帽黑客（Grey Hat）、黑帽黑客（Black Hat），該名稱取自美國電影西部片中，正派往往戴白帽，反派往往戴黑帽。
白帽黑客以「改善」為目標，破解某個程序做出（往往是好的）修改，而增强（或改变）该程序之用途，或者透過入侵去提醒設備的系统管理者其安全漏洞，有時甚至主動予以修補，故又稱「道德駭客」（Ethical Hacker）。灰帽黑客以「昭告」為目標，透過破解、入侵去炫耀自己擁有高超的技術，或者宣揚某種理念。黑帽黑客以「利慾」為目標，透過破解、入侵去獲取不法利益，或者發洩負面情緒。其中，白帽黑客大多是电脑安全公司的雇员，抑或響應招測單位的懸賞，通常是在合法的情况下攻击某系统，而黑帽黑客同時也被稱作「Cracker」（溃客）。

#### 劊客
除了 Hacker 之外，Cracker 一詞也常被誤译成「黑客」，但實際上 Cracker 應該翻譯成「溃客」，其相異於其他黑客是在於：
- 一個惡意（一般是非法地）试图破解某个程序、系统或网络，進而竊盜、毀損或使其癱瘓的人；
- Cracker 缺乏道德標準，也沒有「黑客精神」；
- 狹義上的 Hacker 做建設，而 Cracker 則是做破壞。

Hacker 和 Cracker 这两个词，在英文裡意思是有所差異的，但在中文裡經常被當作同一個概念，共同以「Hacker」進行翻譯，於是在香港和澳門依粤语皆被音譯為「黑客」，並且中国大陆也延用了該譯法（但以普通話發音），在台灣則皆被音譯為「駭客」，另外新加坡和马来西亚所採用的是前者。換言之，「黑客」一词既指对编程语言有足够了解并喜欢编程的人，在誤解下也有可能指恶意破坏者。除了存在 Hacker 和 Cracker 不分之情形外，在對 Hacker 採用「黑客」之譯法的地區，很多人即使將其視為兩種概念，也經常錯誤地把 Hacker 的另一個音譯「駭客」當成 Cracker 使用。

#### 腳本小子
公众通常不知「脚本小子」（Script Kiddie）和黑帽黑客的区分。脚本小子是利用他人所撰寫的程序发起攻击的网络闹事者。他们通常不懂得攻击目標的设计和攻击程序的原理，不能自己對系统進行调试、找出漏洞，实际專業知识远远不如他们通常冒充的黑帽黑客。然而，有不少青少年藉由网络入侵传播病毒、木马，進行癱瘓、破坏、偷窃，因此犯上计算机犯罪。

## 主義与精神

### 黑客主義
- 对计算机的访问（以及任何可能帮助你认识我们这个世界的事物）应该是不受限制的、完全的，任何人都有动手尝试的权利；
- 所有的信息都应该可以自由获取；
- 不迷信权威——促进分权；
- 评价黑客的标准应该是他们的技术，而不是那些没有实际用途的指标，比如学位、年龄、种族或职位；
- 你可以在计算机上创造出艺术与美；
- 计算机技术可以让你的生活更美好。

### 黑客精神
- 編写开源软件；
- 协助對开源软件test（测试）和debug（除錯）；
- 公布有用的资讯；
- 帮忙维持一些简单的工作；
- 为黑客文化而努力。

在黑客世界裡，各组织的精神与文化都是不盡相同的，但有一个共同点，就是对技术的崇拜与对创新的不断追求。於是黑客们最为热爱：推动开源软硬件运动，找出漏洞并通知、协助管理员進行修补，从而缔造完美无暇的软硬件。

## 養成與培訓

### 需要精通的基础
- 英语：目前世界互联网70%网站都是英文网站，非常多的资源都是由英语撰写的，所以英语是黑客的必须精通的基础之一。
- 操作系统／网络：对操作系统熟悉且精通於网络，如TCP/IP以及网络原理等，才能更深入学习如何发现当中的漏洞以及入侵它们，並且隱匿行蹤和消除痕跡。
- 编程语言：必须精通汇编语言、C语言等底层语言，以及Python、Ruby和数据库。

### 黑客養成的科目
- 入侵或攻击的方法与手段：腳印拓取以及扫描和枚举、判断目标操作系统并发现漏洞，需要学会的基本知识还有社会工程学以及在远程操作系统的管理员权限（“提权”，Privilege Escalating）。如果需要攻击，有弱口令攻击、漏洞攻击、缓冲区溢出攻击、分散式阻斷服務攻擊、欺骗類攻击等等。跳板攻击和僵尸网络也是黑客主要大规模应用的技术。

- 特殊网络环境的网络安全：善用信息窃听嗅探以及連線劫持技术，掌握非Windows操作系统以及无线网络安全攻防技术，对密码学以及密码猜测和破解有了解，能够熟练编写木马、后门、计算机病毒、蠕虫病毒并掌握其攻防原理。

- 针对计算机安全产品攻防：远程堆栈缓存溢出是针对杀毒软件、防火墙以及入侵预防系统的一种技术，其技术是为了摧毁预定目标的计算机安全产品。除此之外还有对交换设备的攻击，黑客需要有一定的漏洞代码缺陷发现能力。

### 白帽黑客培訓機構
- EC-Council
  - CEH（Certified Ethical Hacker）：以黑客的攻擊角度來看待資訊安全
  - CHFI（Computer Hacking Forensic Investigator）：以法庭的調查角度來看待資訊安全
- (ISC)²
  - CISSP（Certified Information Systems Security Professional）：以管理階層的角度來看待資訊安全
  - SSCP（System Security Certified Practitioner）：以專業資訊人員的角度來看待資訊安全

## 延伸阅读
[在维基数据编辑]